# Pisa sanctaehelenae
Pisa sanctaehelenae is een krabbensoort uit de familie van de Epialtidae. De wetenschappelijke naam van de soort is voor het eerst geldig gepubliceerd in 1966 door Chace.